# Idiomacromerus grisselli
Idiomacromerus grisselli är en stekelart som beskrevs av Zerova och Seryogina 1999. Idiomacromerus grisselli ingår i släktet Idiomacromerus och familjen gallglanssteklar.
Artens utbredningsområde är Tadzjikistan. Inga underarter finns listade i Catalogue of Life.